# Marcel Royné
Marcel Royné (1901-1988, voire 1908-93) est un ingénieur du son français, chef-opérateur du son pour le cinéma, actif des années 1930 aux années 1970.

## Biographie
Il était l'ingénieur du son de Marcel Pagnol.

## Filmographie partielle
- 1931 : La Bande à Bouboule de Léon Mathot
- 1932 : Chair ardente de René Plaissetty
- 1932 : La Folle Nuit de Robert Bibal
- 1932 : Zéro de conduite de Jean Vigo
- 1934 : L'Atalante de Jean Vigo
- 1934 : La Porteuse de pain de René Sti
- 1934 : Le Bossu de René Sti
- 1937 : Les Pirates du rail de Christian-Jaque
- 1938 : Le Héros de la Marne d'André Hugon
- 1940 : Grey contre X d'Alfred Gragnon et Pierre Maudru
- 1942 : La Neige sur les pas d'André Berthomieu
- 1942 : La Croisée des chemins d'André Berthomieu
- 1943 : La Bonne Étoile de Jean Boyer
- 1943 : Arlette et l'Amour de Robert Vernay
- 1947 : Voilà Marseille, court métrage de Georges Baze
- 1948 : La Belle Meunière de Marcel Pagnol et Max de Rieux
- 1950 : La Maison du printemps de Jacques Daroy
- 1951 : Porte d'Orient de Jacques Daroy
- 1951 : Topaze de Marcel Pagnol
- 1952 : Manon des sources de Marcel Pagnol
- 1953 : Carnaval d'Henri Verneuil
- 1955 : Le Rendez-vous des quais de Paul Carpita
- 1958 : Le Naïf aux quarante enfants de Philippe Agostini
- 1960 : Les Pique-assiette de Jean Girault
- 1963 : La Bande à Bobo de Tony Saytor
- 1967 : Le Feu de Dieu de Georges Combret
- 1969 : Les Racines du mal de Maurice Cam
- 1970 : Le Champignon  de Marc Simenon